# Gouverneur de Durango
Le gouverneur de Durango (en espagnol : Gobernador de Durango) est le chef du pouvoir exécutif de l'État de Durango au Mexique. La fonction est occupée par Esteban Villegas Villarreal depuis le 15 septembre 2022.

## Histoire
L'État de Durango a été créé en 1824. Étant un des États originaux de la fédération, l'État est passé, durant son histoire, par tous les types de gouvernements en vigueur au Mexique, tant fédéraux que centraux. Ainsi, sa dénomination a varié entre État et département.

## Élection
Le gouverneur est élu au suffrage universel pour un mandat de six ans et n'est pas rééligible. La dernière élection a eu lieu le 5 juin 2022.

## Gouverneurs de l'État de Durango
Liste des gouverneurs de Durango :
- 1800 - 1817 Ángel Pinilla, intendant de provinces.
- 1818 - 1820 Alejo García Conde
- 1820 - 1821 Diego García Conde
- 1821 - 1822 José de Iturribarria gouverneur, Mariano Urrea était commandant militaire.
- 1822 brigadier général Cordero
- 1822 - 1823 Ignacio Corral
- 1824 Juan Navarro del Rey
- 1824 - 1826 Rafael Bracho
- 1826 - 1829 Santiago Baca Ortiz
- 1829 Francisco Elorriaga à la fin de l'année.
- 1830 - 1832 Juan Antonio Pescador
- 1832 Ignacio Gutiérrez, d’abord comme commandant militaire puis J. Pedro Escalante, comme gouverneur jusqu'à 1833
- 1833 Francisco Elorriaga jusqu'à décembre.
- 1833 - 1834 Basilio Mendarozqueta
- 1835 José María del Regato
- 1835 José Urrea de septembre 1835 à novembre 1835
- 1835 José Rafael Peña fin 1835.
- 1836 - 1837 Antonio María Esparza
- 1837 - 1839 Marcelino Castañeda
- 1839 Basilio Mendarozqueta de mai à juillet.
- 1839 - 1841 Miguel Zubiría
- 1841 Basilio Mendarozqueta
- 1841 - 1842 Miguel Zubiría
- 1842 - 1844 José Antonio Heredia
- 1844 - 1845 Basilio Mendarozqueta (entériné).
- 1845 - 1846 Francisco Elorriaga
- 1846 - 1847 Marcelino Castañeda
- 1847 Pedro de Ochoa
- 1847 - 1848 Marcelino Castañeda
- 1848 José María Hernández entériné de mai à juin.
- 1848 - 1850 Marcelino Castañeda jusqu'à sa démission en août 1850.
- 1850 Juan José Subízar d'août à novembre, (entériné)
- 1848 - 1850 José María Hernández
- 1850 Juan José Subízar d'avril à août (entériné),
- 1850 José María Hernández d'août à novembre. De mars à décembre 1851, Hernández.
- 1851 - 1852 José María Subízar (entériné).
- 1852 José María del Regato de janvier à décembre
- 1852 - 1853 Mariano Morett
- 1853 - 1855 José Antonio Heredia
- 1855 - 1856 José María del Regato
- 1856 - 1858 José de la Bárcena
- 1858 José Antonio Heredia jusqu'au 7 juillet
- 1858 Esteban Coronado juillet à septembre
- 1959 Marcelino Murguía octobre à novembre
- 1859 Miguel Cruz Aedo
- 1859 - 1860 José María Patoni
- 1860 Domingo Cajén de février à  mars
- 1860 J. Rafael Peña de mars à mai (entériné)
- 1860 Domingo Cajén de mai à juillet
- 1860 José María Patoni en juillet
- 1860 Crescencio Romero en août (entériné).
- 1860 Domingo Cajén en septembre
- 1860 Jesús Chavarría le 21 octobre (entériné).
- 1860 Máximo González de octobre à novembre
- 1860 - 1861 José María Patoni
- 1861 Pedro Hinojosa de juillet à août (entériné).
- 1861 - 1862 José María Patoni
- 1862 - 1863 Benigno Silva (entériné)
- 1863 Juan José Subízar de juin à juillet
- 1863 - 1864 José María Patoni
- 1864 Cayetano Mascareñas de mars à juillet
- 1864 - 1865 Buenaventura G. Saravia
- 1865 Juan de Dios Palacio de février à août
- 1865 Buenaventura G. Saravia de septembre à octobre
- 1865 - 1866 Juan de Dios Palacio
- 1865 - 1866 Felipe Pérez Gavilán de mars à septembre
- 1866 Buenaventura G. Saravia de octobre à novembre
- 1866 - 1867 Silvestre Aranda (nommé par Benito Juárez)
- 1867 Francisco Ortiz de Zárate de janvier à décembre (nommé par Benito Juárez)
- 1867 - 1868 Francisco Gómez Palacio (élu constitutionnellement)
- 1868 - 1869 Manuel Balda (entériné, nommé par l'assemblée nationale).
- 1869 José María Pereyra (remplaçant pour compléter la période, nommé par l'assemblée nationale)
- 1869 - 1871 Juan Hernández y Marín (élu constitutionnellement, et réélu pour la période suivante)
- 1871 Manuel Santa María de février à mars
- 1871 Juan Hernández y Marín de mars à novembre
- 1871 - 1872 Tomás Borrego
- 1872 Florentino Carrillo d'avril à octobre
- 1872 - 1874 Juan Hernández y Marín
- 1874 De juin à août de 1874, José de la Bárcena
- 1874 - 1875 José de la Bárcena Juan Hernández y Marín
- 1875 Carlos Bravo de septembre à octobre
- 1875 - 1876 Juan Hernández y Marín
- 1876 Général Florentino Carrillo (entériné, nommé militairement)
- 1876 - 1877 Carlos Fuero
- 1877 Colonel Tomás Borrego. (révolutionnaire tuxtepecano).
- 1877 - 1880 Juan Manuel Flores (provisoire, porfirista).
- 1880 - 1882 Francisco Gómez Palacio (élu constitutionnellement)
- 1882 - 1883 Juan Ignacio Zubiría
- 1883 Francisco Gómez Palacio de février à décembre
- 1883 - 1884 Abel Pereyra (remplaçant, nommé par l'assemblée pour compéter la période)
- 1884 Juan Manuel Flores de septembre à novembre (élu constitutionnellement et réélu trois fois)
- 1884 - 1885 Leonardo de la Parra
- 1885 Juan Manuel Flores
- 1897 Cipriano Guerrero. (provisoire, nommé par l'assemblée)
- 1897 Leandro Fernández Imas (élu constitutionnellement). (Lic. Juan Santa Marina, entériné par licence du propietario).
- 1900 Juan Santa Marina (élu constitutionnellement).
- 1905 Esteban Fernández (élu constitutionnellement et réélu). (Cipriano Guerrero, entériné plusieurs fois, par licence).
- 1911 Buenaventura G. Saravia (entériné nommé par l'assemblée).
- 1911 Luis Alonso y Patiño (provisoire, nommé par les révolutionnaires maderistas).
- 1912 Emiliano G. Saravia (provisoire, nommé par Francisco I. Madero).
- 1912 Ingeniero Carlos Patoni (élu constitutionnellement)
- 1913 Jesús Perea (entériné, nommé par l'assemblée).
- 1914 Ingeniero Pastor Rouaix (provisoire, nommé par plébiscite par les révolutionnaires constitutionnels).
- 1914 Général Domingo Arrieta. (pré-constitutionnel, nommé par Venustiano Carranza).
- 1914 Général Severino Ceniceros. (provisoire, nommé par le général Francisco Villa). (Colonel Jesús Diaz Couder, entériné par licence).
- 1915 Emiliano G. Saravia (provisoire, nommé par le général Francisco Villa).
- 1915 Général Máximo García (provisoire, nommé par le général Francisco Villa).
- 1915 Général Mariano Arrieta (pré-constitutionnel, nommé par Venustiano Carranza). (Lic. Fernando Castaños, entériné en février 1916).
- 1916 Général Arnulfo González (pré-constitutionnel, nommé par Venustiano Carranza).
- 1916 Général Fortunato Maycotte (pré-constitutionnel, nommé par Venustiano Carranza).
- 1916 Général Gabriel Gavira (pré-constitutionnel, nommé par Venustiano Carranza).
- (1916 - 1917) Carlos Osuna
- (1917 - 1920) Domingo Arrieta León (élu constitutionnellement). Colonel Miguel Jáquez y Pascual de la Fuente, entériné par licence del propietario.
- 1920 Général Enrique R. Nájera (substitut, nommé par l'assemblée).
- (1920 - 1924) J. Agustín Castro (élu constitutionnellement). Antonio Gutiérrez, Isauro Rivas y Manuel Navarrete, entérinés par licence.
- (1924 - 1928) Enrique R. Nájera (élu constitutionnellement). Antonio Gutiérrez, entériné plusieurs fois.
- 1928 José Aguirre S. (entériné, nommé par l'assemblée).
- (1928 - 1930) Juan Gualberto Amaya (élu constitutionnellement). José Aguirre S entériné par licence.
- (1929 - 1930): José Adolfo Terrones Benítez (provisoire, nommé par la Commission Permanente du Congrès Général (Comisión Permanente del Congreso Général).
- (1930 - 1931): José Ramón Valdés (substitut, nommé par l'assemblée pour compléter la période).
- (1931 - 1932): Pastor Rouaix (gouverneur provisoire)
- (1932 - 1936): Carlos Real (élu constitutionnellement).
- 1935 Général Severino Ceniceros (gouverneur provisoire).
- (1936 - 1940): Enrique R. Calderón (élu constitutionnellement).
- (1940 - 1944): Elpidio G. Velázquez (élu constitutionnellement pour la période 1940-1944).
- (1944 - 1947): Blas Corral Martínez
- (1947): Francisco Celis
- (1947 - 1950): José Ramón Valdés
- (1950 - 1956): Enrique Torres Sánchez
- (1956 - 1962): Francisco González de la Vega
- (1962): Rafael Hernández Piedra
- (1962 - 1966): Enrique Dupré Ceniceros
- (1966 - 1968): Ángel Rodríguez Solórzano
- (1968 - 1974): Alejandro Páez Urquidi
- (1974 - 1979): Héctor Mayagoitia Domínguez
- (1979 - 1980): Salvador Gámiz Fernández
- (1980 - 1986): Armando del Castillo Franco
- (1986 - 1992): José Ramírez Gamero
- (1992 - 1998): Maximiliano Silerio Esparza
- (1998 - 2004): Ángel Sergio Guerrero Mier
- (2004 - 2010): Ismael Hernández Deras
- (2010 - 2016): Jorge Herrera Caldera
- (2016 - 2022): José Rosas Aispuro